# Félix Arriaran
Félix Arriaran Aramburu  nacido en Mondragón (Guipúzcoa, España) en 1924, conocido como Arriaran I, es un exjugador español de pelota vasca a mano, que jugaba en la posición de delantero.
Perteneciente a una saga familiar de deportistas, se mantuvo pocos años como pelotaria profesional debido a problemas de salud. Junto a su hermano Arriaran II obtuvo el título de mano parejas en 1961.

## Final de mano parejas
| Año  | Campeones                | Subcampeones      | Tanteo | Frontón |
| ---- | ------------------------ | ----------------- | ------ | ------- |
| 1961 | Arriaran I - Arriaran II | Ogueta - Etxabe X | 22-15  |         |